# Jiaonan, Shandong
Jiaonan var en stad på häradsnivå som lyder under Qingdaos stad på prefekturnivå i Shandong-provinsen i norra Kina. I december 2012 slogs det samman med Huangdao-distriktet.